# Uroš Račić
Uroš Račić (szerbül: Урош Рачић; Kraljevo, 1998. március 17. –) szerb válogatott labdarúgó, a West Bromwich Albion játékosa kölcsönben a Sassuolo csapatától.

## Pályafutása

### Klubcsapatokban
A Bambi Kraljevo, az ŠF Knjaz, az Altina Zemun, a Sloga Kraljevo, a Sloboda Čačak és az OFK Beograd korosztályos csapataiban nevelkedett, mielőtt a Red Star Belgrade akadémiájához csatlakozott. 2016. március 13-án hároméves profi szerződést írt alá a klubbal. Május 14-én debütált a felnőttek között a Radnik Surdulica elleni bajnoki mérkőzésen Aleksandar Katai cseréjeként. 2017. július 6-án az Európa-liga selejtezőjében is bemutatkozott a máltai Floriana elleni 3–3-s döntetlennel záruló találkozón. Augusztus 13-án első bajnoki gólját szerezte meg a Bačka ellen. 2021. június 30-ig meghosszabbította a klubbal való szerződését. 2018 nyarán a spanyol Valencia 2,2 millió euróért szerződtette négy évre. A tartalék csapathoz került először és a kivásárlási záradékát 100 millió euróban állapították meg. December 4-én a kupában mutatkozott be először a CD Ebro ellen.
2019. január 14-én kölcsönbe került a Teneriféhez, majd augusztusban a portugál Famalicão csapatához. 2020. szeptember 13-án mutatkozott be a bajnokságban a Valenciában a Levante ellen. 2022. szeptember 1-jén vételi opcióval került kölcsönbe a portugál Bragához. 2023. augusztus 16-án az olasz Sassuolo csapatához igazolt. 2023. augusztus 22-én kölcsönbe került a West Bromwich Albionhoz.

### A válogatottban
Pályára lépett a 2019-es U21-es labdarúgó-Európa-bajnokságon. 2021. március 24-én debütált Írország elleni 2022-es labdarúgó-világbajnokság-selejtező találkozón. 2022 novemberében bekerült Dragan Stojković szövetségi kapitány 26 fős keretébe, amely a 2022-es labdarúgó-világbajnokságra utazott.

## Család
Ikertestvére Bodgam Račić szintén labdarúgó.

## Sikerei, díjai
- Red Star Belgrade
  - Szerb bajnok: 2015–16, 2017–18
- Valencia
  - Spanyol kupa: 2018–19